# Scottish Championship 2015/16
Die Scottish Championship wurde 2015/16 zum dritten Mal als zweithöchste Fußball-Spielklasse der Herren in Schottland ausgespielt. Die Liga wird offiziell als Ladbrokes Scottish Championship ausgetragen. Die Liga folgt der erstklassigen Premiership und liegt über der League One und Two und ist damit eine der vier Profiligen innerhalb der 2013 gegründeten Scottish Professional Football League. Die Saison wurde von der Scottish Professional Football League geleitet und begann am 8. August 2015. Die Spielzeit endet mit dem 36. Spieltag am 1. Mai 2016.
In der Saison 2015/16 treten zehn Klubs in insgesamt 36 Spieltagen gegeneinander an. Jedes Team spielt jeweils zweimal zu Hause und auswärts gegen jedes andere Team. Als Absteiger aus der letztjährigen Premiership kommt der FC St. Mirren in die Championship, als Aufsteiger aus der League One nimmt Greenock Morton an der Championship teil.
Am 32. Spieltag sicherten sich die Glasgow Rangers durch einen 1:0-Heimsieg gegen den FC Dumbarton rechnerisch die Meisterschaft. Vier Jahre nach ihrem Zwangsabstieg erreichten die Rangers damit den Wiederaufstieg in die 1. Liga in Schottland. Die Meistertrophäe wurde den Rangers im Anschluss an das Ligaspiel gegen Alloa Athletic am 23. April 2016 überreicht. Für die Aufstiegsrelegation qualifizierten sich der FC Falkirk, Hibernian Edinburgh und die Raith Rovers. Der FC Livingston wird in der Abstiegsrelegation antreten. Alloa Athletic stieg bereits am 32. Spieltag direkt in die Scottish League One ab.

## Vereine

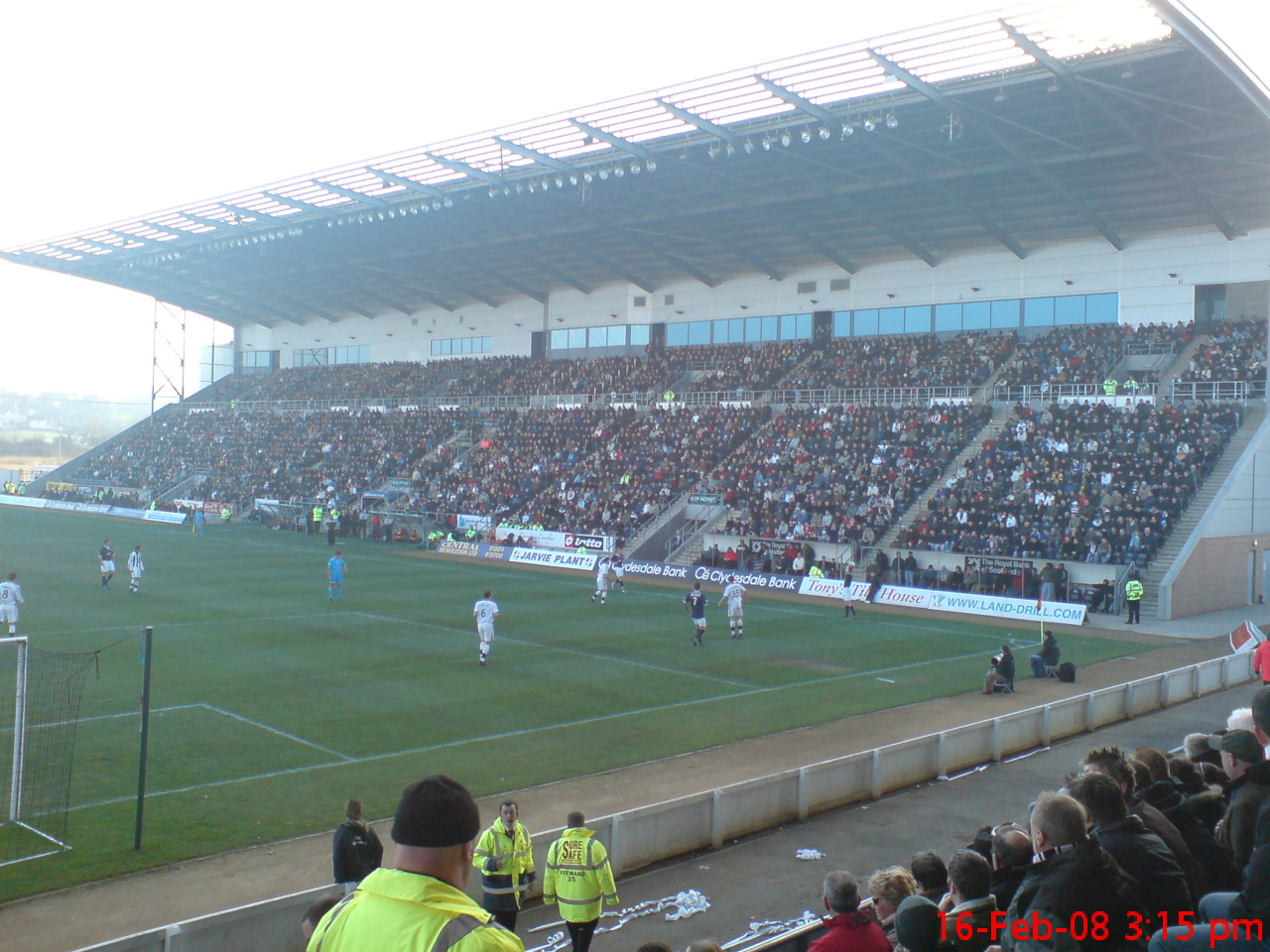
Falkirk Stadium

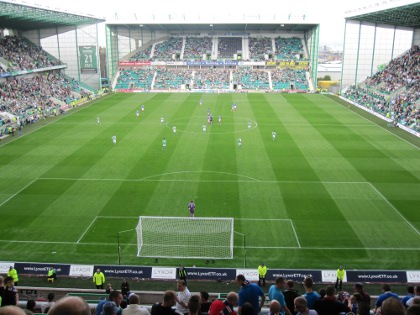
Easter Road

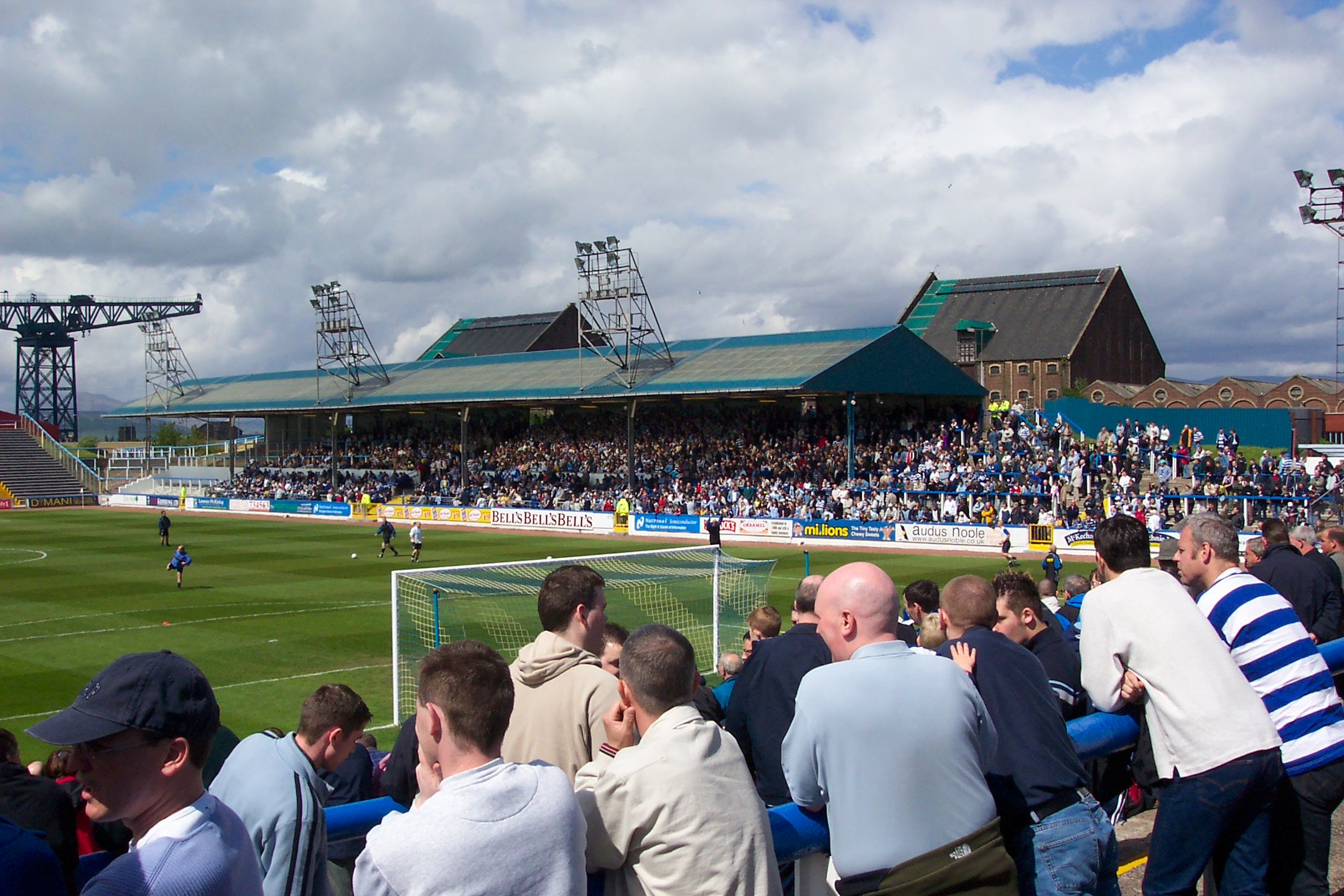
Cappielow Park

| Verein              | Stadt      | Stadion                    | Kapazität |
| ------------------- | ---------- | -------------------------- | --------- |
| Alloa Athletic      | Alloa      | Recreation Park            | 03.100    |
| FC Dumbarton        | Dumbarton  | Dumbarton Football Stadium | 02.020    |
| FC Falkirk          | Falkirk    | Falkirk Stadium            | 08.750    |
| Hibernian Edinburgh | Edinburgh  | Easter Road                | 20.421    |
| Glasgow Rangers     | Glasgow    | Ibrox Stadium              | 50.987    |
| FC Livingston       | Livingston | Almondvale Stadium         | 09.865    |
| FC St. Mirren       | Paisley    | St. Mirren Park            | 08.023    |
| Greenock Morton     | Greenock   | Cappielow Park             | 11.589    |
| Queen of the South  | Dumfries   | Palmerston Park            | 06.412    |
| Raith Rovers        | Kirkcaldy  | Stark’s Park               | 08.473    |

## Statistiken

### Abschlusstabelle
| Pl. | Verein              | Sp. | S  | U  | N  | Tore    | Diff. | Punkte |
| --- | ------------------- | --- | -- | -- | -- | ------- | ----- | ------ |
| 1.  | Glasgow Rangers     | 36  | 25 | 6  | 5  | 088:340 | +54   | 81     |
| 2.  | FC Falkirk          | 36  | 19 | 13 | 4  | 061:340 | +27   | 70     |
| 3.  | Hibernian Edinburgh | 36  | 21 | 7  | 8  | 059:340 | +25   | 70     |
| 4.  | Raith Rovers        | 36  | 18 | 8  | 10 | 052:460 | +6    | 62     |
| 5.  | Greenock Morton (N) | 36  | 11 | 10 | 15 | 039:420 | −3    | 43     |
| 6.  | FC St. Mirren (A)   | 36  | 11 | 9  | 16 | 044:530 | −9    | 42     |
| 7.  | Queen of the South  | 36  | 12 | 6  | 18 | 046:560 | −10   | 42     |
| 8.  | FC Dumbarton        | 36  | 10 | 7  | 19 | 035:660 | −31   | 37     |
| 9.  | FC Livingston       | 36  | 8  | 7  | 21 | 037:510 | −14   | 31     |
| 10. | Alloa Athletic      | 36  | 4  | 9  | 23 | 022:670 | −45   | 21     |

Platzierungskriterien: 1. Punkte – 2. Tordifferenz – 3. geschossene Tore – 4. Direkter Vergleich (Punkte, Tordifferenz, geschossene Tore)
| Saison 2015/16 |

| Zum Saisonende 2014/15 |                               |
| (A)                    | Absteiger aus der Premiership |
| (N)                    | Aufsteiger aus der League One |

## Relegation
Teilnehmer an den Relegationsspielen waren der Neuntplatzierte aus der diesjährigen Championship, der FC Livingston, sowie drei Mannschaften aus der League One, Ayr United, der FC Peterhead, sowie der FC Stranraer. Die Sieger der ersten Runde spielten in der letzten Runde um einen Platz für die folgende Scottish Championship-Saison 2016/17.
Erste Runde
Die Spiele wurden am 3./4. und 7. Mai 2016 ausgetragen.
|              | Gesamt |               | Hinspiel | Rückspiel |
| ------------ | ------ | ------------- | -------- | --------- |
| FC Peterhead | 2:5    | Ayr United    | 1:4      | 1:2       |
| FC Stranraer | 8:6    | FC Livingston | 5:2      | 3:4 n. V. |

Zweite Runde
Die Spiele wurden am 11. und 15. Mai 2016 ausgetragen.
|              | Gesamt          |            | Hinspiel | Rückspiel |
| ------------ | --------------- | ---------- | -------- | --------- |
| FC Stranraer | 1:1 (1:3 i. E.) | Ayr United | 1:1      | 0:0 n. V. |

### Torschützenliste
Bei gleicher Anzahl von Toren sind die Spieler alphabetisch nach Nachnamen bzw. Künstlernamen sortiert.
| Pl. | Nat.       | Name           | Logo | Mannschaft          | Tore |
| --- | ---------- | -------------- | ---- | ------------------- | ---- |
| 01. | England    | Martyn Waghorn |      | Glasgow Rangers     | 20   |
| 02. | Schottland | Jason Cummings |      | Hibernian Edinburgh | 18   |
| 03. | Schottland | John Baird     |      | FC Falkirk          | 17   |

## Auszeichnungen während der Saison
| Monat          | Trainer des Monats                | Spieler des Monats                   |
| -------------- | --------------------------------- | ------------------------------------ |
| August 2015    | Mark Warburton (Glasgow Rangers)  | James Tavernier (Glasgow Rangers)    |
| September 2015 | Mark Warburton (Glasgow Rangers)  | Martyn Waghorn (Glasgow Rangers)     |
| Oktober 2015   | Alan Stubbs (Hibernian Edinburgh) | Jason Cummings (Hibernian Edinburgh) |
| November 2015  | Alan Stubbs (Hibernian Edinburgh) | John McGinn (Hibernian Edinburgh)    |
| Dezember 2015  | Peter Houston (FC Falkirk)        | Danny Rogers (FC Falkirk)            |
| Januar 2016    | Mark Warburton (Glasgow Rangers)  | Kenny Miller (Glasgow Rangers)       |
| Februar 2016   | Peter Houston (FC Falkirk)        | Declan McManus (Greenock Morton)     |
| März 2016      | Ray McKinnon (Raith Rovers)       | Christian Nadé (FC Dumbarton)        |
| April 2016     | Ray McKinnon (Raith Rovers)       | Will Vaulks (FC Falkirk)             |